# かにかに (漫画家)
かにかには、日本の漫画家。主に成人向け漫画を描いている。

## 作風・履歴
貧乳シリーズの中期まで表紙を担当。『ぺたふぇち。』では表紙、マンガを執筆。
小学生高学年から中学生くらいまでを担当。ほのぼのした画風の割には凌辱物が多い。

## 人物
エロゲーメーカーのTOPCATの関係者。塗りを主に担当。WORKSDOLLでは原画も担当。

## 作品リスト

### 単行本
- ちちポケット 久保書店 2001年6月 ISBN 978-4765906869
- HIDAMARI 久保書店 2002年8月 ISBN 978-4765906289
- 口笛吹いて 久保書店 2004年7月 ISBN 978-4765907224

### 掲載誌
アンソロジー収録作品
- 貧乳シリーズ あまとりあ社
- ぺたふぇち。 あまとりあ社

### 同人誌
『あずきちゃん』『カードキャプターさくら』『true tears』等の成人向け二次創作作品を発表しているほか、「ろくめん☆ろっぴ」等のサークルによく寄稿している。
 